# 平下晃司
平下 晃司（ひらした こうじ、1978年2月1日 - ）は、宮崎県日南市出身の元プロ野球選手（外野手、右投左打）・コーチ。

## 経歴

### プロ入り前
小学生から野球を始めたが、中学時代は地元で有名な不良少年で、形だけ野球部所属だったが、中学3年時に野球部顧問が平下の野球センスを見い出し、連日自宅まで平下を迎えに行き練習へ連れ出し、ついにはレギュラーを掴み、中学野球大会を観に来ていた日南学園高の小川茂仁監督の眼に留まり、小川監督が「1年は寮の監督室で生活する」という条件付で日南学園での受け入れを中学の野球顧問へ申し入れた。
当時日南学園は、野球では無名校で、平下も就職を意識して就職率100%を誇る調理科を選択したが、小川監督は平下入学直後に「三年後にはこのチームで甲子園へ行く。」と宣言し、平下とその同級生を驚かせたが、平下は1番打者で活躍し、監督は公約どおり第67回選抜高等学校野球大会と第77回全国高等学校野球選手権大会に初出場させ、平下は、1995年度ドラフト会議にて近鉄バファローズから5位指名を受けて入団。

### プロ入り後
プロ入り4年目の1999年10月7日の藤井寺球場の一軍公式戦としてのラストゲームに、初の一軍登録をされたが、試合には出場できなかった。
2000年に一軍初出場を果たし、当時不動のセンターだった大村直之が不振だったため、準レギュラーとして一軍でセンターに定着する。しかし同年オフに、打撃と俊足を買われて湯舟敏郎・山﨑一玄・北川博敏との交換トレードで酒井弘樹・面出哲志と共に阪神タイガースへ移籍。
阪神在籍時は当時の監督の野村克也により、俊足7人衆・F1セブンの一員に選ばれた。星野仙一が監督に就任した2002年には左の代打の切り札として、連敗を8でストップするサヨナラヒットを放ったこともあった。しかし、外野手の多い阪神ではレギュラーに定着できず、2004年のシーズン途中に立川隆史との交換トレードで千葉ロッテマリーンズへ移籍。
ロッテでの応援団による応援歌は、ジッパ・ディー・ドゥー・ダーの替え歌だった。しかしロッテでも一軍と二軍を行ったり来たりの生活で、なかなかレギュラーに定着できず、2007年シーズン中の6月28日に吉井理人との交換トレードで、古巣の合併球団であるオリックス・バファローズへ移籍。
オリックスでもほとんど二軍暮らしにとどまり、わずか1安打に終わった。2008年はオープン戦で本塁打を放ったが、その直後に二軍行きを告げられ、公式戦では一軍出場なしに終わった。10月3日に球団から戦力外通告を受け退団。12球団合同トライアウトに参加した。本塁打を打つなど結果を残したものの、獲得する球団は現れなかった。この時の模様は2009年1月23日に放映されたTBS系列のドキュメンタリー番組『バース・デイ』で紹介された。
2009年、近鉄時代の先輩である村上隆行から誘われ、関西独立リーグ (初代)の大阪ゴールドビリケーンズに選手兼任コーチとして入団。球団が解散した2010年限りで退団し、現役を引退。

### 引退後
昼は野球教室のコーチを務めつつ、日南学園時代に調理師免許を取得していたため飲食店へ興味もあり、大阪市中央区に豚肉料理店「うかじ家 心斎橋店」を開業し、店主を務めていた。
2012年、日本女子プロ野球機構の新球団である大阪ブレイビーハニーズのコーチに就任したが、2013年1月にリーグ全体のチーム再編が発表されたことに伴い、1年で退任。
現在は「ブリスフィールド東大阪 スポーツアカデミー」のヘッドコーチ兼施設の校長を務め、少年野球指導に励んでいる。

## 選手としての特徴・人物
パンチ力を秘めた勝負強い打撃と俊足が武器の外野手。
2人の恩師に野球を教えてもらい、生き方を教わった経験から、野球への恩返しの意味で、自分と同じような境遇の子どもたちへ野球の面白さを伝え、間違ったエネルギーの方向を正しい方向へ向けなおして欲しいとの思いで「平下晃司ベースボールアカデミー」で野球指導をしている。

## 詳細情報

### 年度別打撃成績
| 年 度     | 球 団      | 試 合 | 打 席 | 打 数 | 得 点 | 安 打 | 二 塁 打 | 三 塁 打 | 本 塁 打 | 塁 打 | 打 点 | 盗 塁 | 盗 塁 死 | 犠 打 | 犠 飛 | 四 球 | 敬 遠 | 死 球 | 三 振 | 併 殺 打 | 打 率 | 出 塁 率 | 長 打 率 | O P S |
| --------- | ---------- | ----- | ----- | ----- | ----- | ----- | -------- | -------- | -------- | ----- | ----- | ----- | -------- | ----- | ----- | ----- | ----- | ----- | ----- | -------- | ----- | -------- | -------- | ----- |
| 2000      | 近鉄       | 76    | 231   | 200   | 34    | 51    | 6        | 4        | 1        | 68    | 18    | 8     | 1        | 15    | 1     | 13    | 0     | 2     | 42    | 0        | .255  | .306     | .340     | .646  |
| 2001      | 阪神       | 9     | 25    | 23    | 4     | 4     | 0        | 0        | 0        | 4     | 1     | 0     | 0        | 0     | 0     | 2     | 0     | 0     | 5     | 0        | .174  | .240     | .174     | .414  |
| 2002      | 阪神       | 89    | 204   | 194   | 23    | 49    | 9        | 0        | 3        | 67    | 18    | 5     | 1        | 1     | 1     | 7     | 0     | 1     | 53    | 2        | .253  | .281     | .345     | .626  |
| 2003      | 阪神       | 25    | 23    | 19    | 7     | 6     | 0        | 0        | 3        | 15    | 6     | 0     | 0        | 0     | 0     | 3     | 0     | 1     | 5     | 1        | .316  | .435     | .789     | 1.224 |
| 2004      | 阪神       | 5     | 5     | 4     | 2     | 1     | 0        | 0        | 0        | 1     | 0     | 0     | 0        | 0     | 0     | 1     | 0     | 0     | 2     | 0        | .250  | .400     | .250     | .650  |
| 2004      | ロッテ     | 52    | 170   | 154   | 19    | 35    | 5        | 1        | 4        | 54    | 13    | 3     | 2        | 2     | 1     | 12    | 0     | 1     | 28    | 2        | .227  | .286     | .351     | .636  |
| '04計     | ロッテ     | 57    | 175   | 158   | 21    | 36    | 5        | 1        | 4        | 55    | 13    | 3     | 2        | 2     | 1     | 13    | 0     | 1     | 30    | 2        | .228  | .289     | .348     | .637  |
| 2005      | ロッテ     | 3     | 5     | 4     | 1     | 1     | 1        | 0        | 0        | 2     | 1     | 0     | 0        | 0     | 0     | 1     | 0     | 0     | 1     | 0        | .250  | .400     | .500     | .900  |
| 2006      | ロッテ     | 47    | 90    | 79    | 10    | 21    | 1        | 1        | 1        | 27    | 7     | 5     | 1        | 3     | 0     | 7     | 2     | 1     | 22    | 2        | .266  | .333     | .342     | .675  |
| 2007      | ロッテ     | 5     | 2     | 2     | 0     | 0     | 0        | 0        | 0        | 0     | 0     | 0     | 0        | 0     | 0     | 0     | 0     | 0     | 0     | 0        | .000  | .000     | .000     | .000  |
| 2007      | オリックス | 8     | 14    | 13    | 0     | 1     | 1        | 0        | 0        | 2     | 0     | 0     | 0        | 1     | 0     | 0     | 0     | 0     | 4     | 1        | .077  | .077     | .154     | .231  |
| '07計     | オリックス | 13    | 16    | 15    | 0     | 1     | 1        | 0        | 0        | 2     | 0     | 0     | 0        | 1     | 0     | 0     | 0     | 0     | 4     | 1        | .067  | .067     | .133     | .200  |
| 通算：8年 | 通算：8年  | 319   | 769   | 692   | 100   | 169   | 23       | 6        | 12       | 240   | 64    | 21    | 5        | 22    | 3     | 46    | 2     | 6     | 162   | 8        | .244  | .296     | .347     | .643  |

### 年度別守備成績
| 年 度 | 球 団      | 外野  | 外野  | 外野  | 外野  | 外野  | 外野     |
| 年 度 | 球 団      | 試 合 | 刺 殺 | 補 殺 | 失 策 | 併 殺 | 守 備 率 |
| ----- | ---------- | ----- | ----- | ----- | ----- | ----- | -------- |
| 2000  | 近鉄       | 65    | 103   | 1     | 3     | 0     | .972     |
| 2001  | 阪神       | 6     | 11    | 0     | 1     | 0     | .917     |
| 2002  | 阪神       | 52    | 53    | 2     | 1     | 0     | .982     |
| 2003  | 阪神       | 4     | 0     | 0     | 0     | 0     | -        |
| 2004  | 阪神       | 1     | 0     | 0     | 0     | 0     | -        |
| 2004  | ロッテ     | 49    | 62    | 2     | 0     | 1     | 1.000    |
| '04計 | ロッテ     | 50    | 62    | 2     | 0     | 1     | 1.000    |
| 2005  | ロッテ     | 3     | 2     | 0     | 0     | 0     | 1.000    |
| 2006  | ロッテ     | 37    | 41    | 1     | 1     | 0     | .977     |
| 2007  | ロッテ     | 5     | 3     | 0     | 0     | 0     | 1.000    |
| 2007  | オリックス | 6     | 7     | 0     | 0     | 0     | 1.000    |
| '07計 | オリックス | 11    | 10    | 0     | 0     | 0     | 1.000    |
| 通算  | 通算       | 228   | 282   | 6     | 6     | 1     | .980     |

### 記録
NPB
- 初出場：2000年4月2日、対オリックス・ブルーウェーブ2回戦（グリーンスタジアム神戸）、8回裏に中堅手で出場
- 初安打：2000年4月18日、対日本ハムファイターズ4回戦（大阪ドーム）、8回裏に建山義紀から二塁内野安打
- 初先発出場：2000年5月4日、対千葉ロッテマリーンズ6回戦（千葉マリンスタジアム）、8番・中堅手で先発出場
- 初盗塁：同上、6回表に二盗（投手：清水直行、捕手：吉鶴憲治）
- 初打点：2000年5月7日、対福岡ダイエーホークス8回戦（大阪ドーム）、2回裏に永井智浩から右前適時打
- 初本塁打：2000年6月7日、対西武ライオンズ8回戦（西武ドーム）、8回表に西口文也から中越ソロ

### 背番号
- 63 （1996年 - 2000年）
- 45 （2001年 - 2004年途中）
- 24 （2004年途中 - 2007年途中、2009年 - 2010年）
- 38 （2007年途中 - 2008年）

### 独立リーグでの打撃成績
| 年 度  | 球 団 | 試 合 | 打 席 | 打 数 | 安 打 | 二 塁 打 | 三 塁 打 | 本 塁 打 | 打 点 | 盗 塁 | 四 球 | 三 振 | 打 率   |
| ------ | ----- | ----- | ----- | ----- | ----- | -------- | -------- | -------- | ----- | ----- | ----- | ----- | ------- |
| 2009前 | 大阪  | 27    | 110   | 95    | 17    | 6        | 1        | 3        | 16    | 5     | 11    | 14    | .284(5) |
| 通算   | 通算  | 27    | 110   | 95    | 17    | 6        | 1        | 3        | 16    | 5     | 11    | 14    | .284    |